# Haus Troistorff

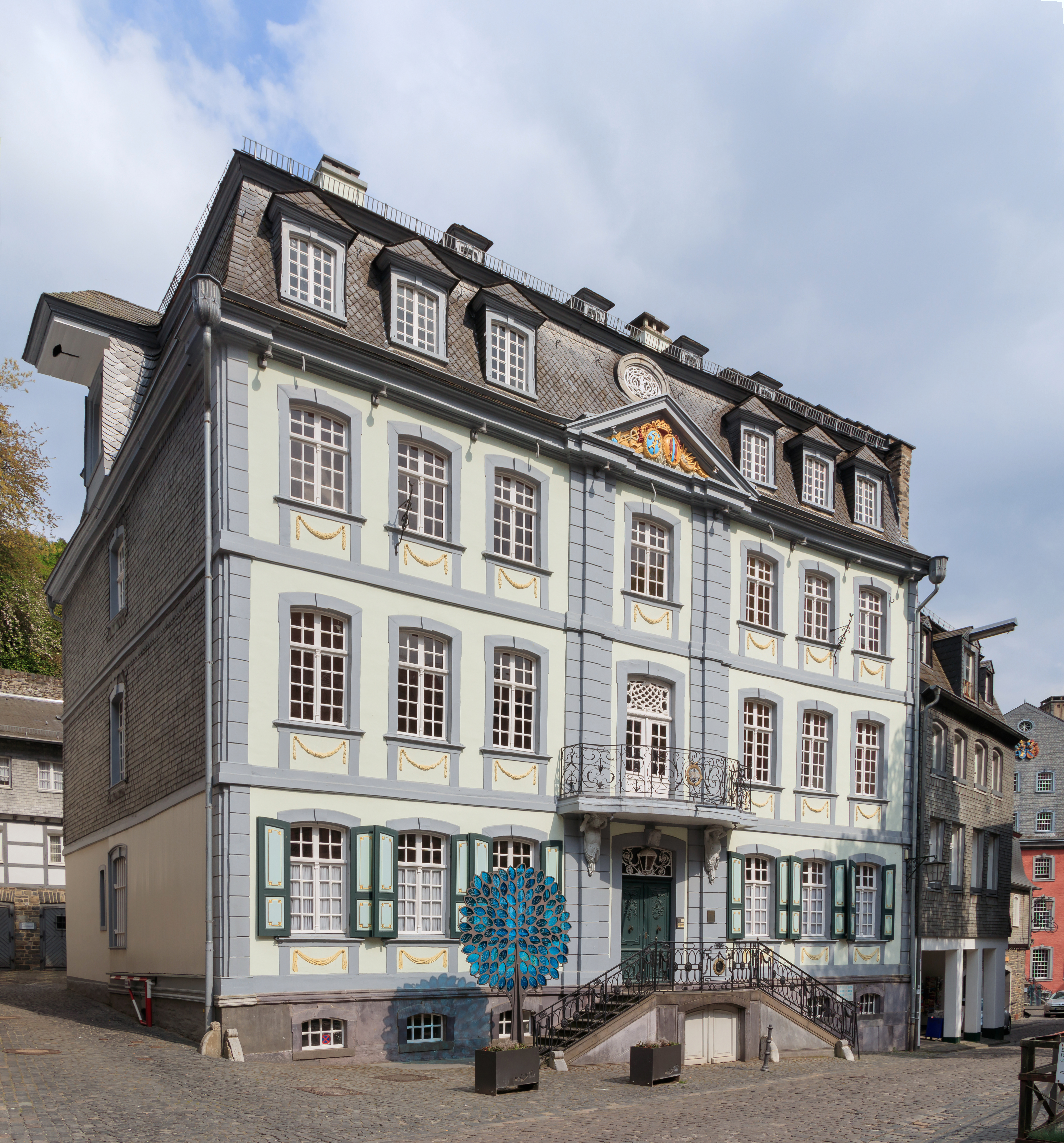
Straßenansicht mit „Hochzeitsbaum“

Das Haus Troistorff ist ein denkmalgeschütztes repräsentatives Wohnhaus in Monschau in der Städteregion Aachen in Nordrhein-Westfalen. Es wurde 1783 von einem unbekannten Baumeister für den Tuchfabrikanten Matthias Peter Wolfgang Troistorff (1737–1784) errichtet, von dem es seinen Namen erhielt. Mittlerweile ist es in Besitz der Städteregion Aachen und wird für Empfänge, Tagungen, Hochzeiten oder Ausstellungen genutzt. Im Haus hat dazu der „Kunst- und Kulturverein Haus Troistorff“ seinen Sitz, der für die Planung und Organisation der dortigen Veranstaltungen verantwortlich ist.

## Geschichte

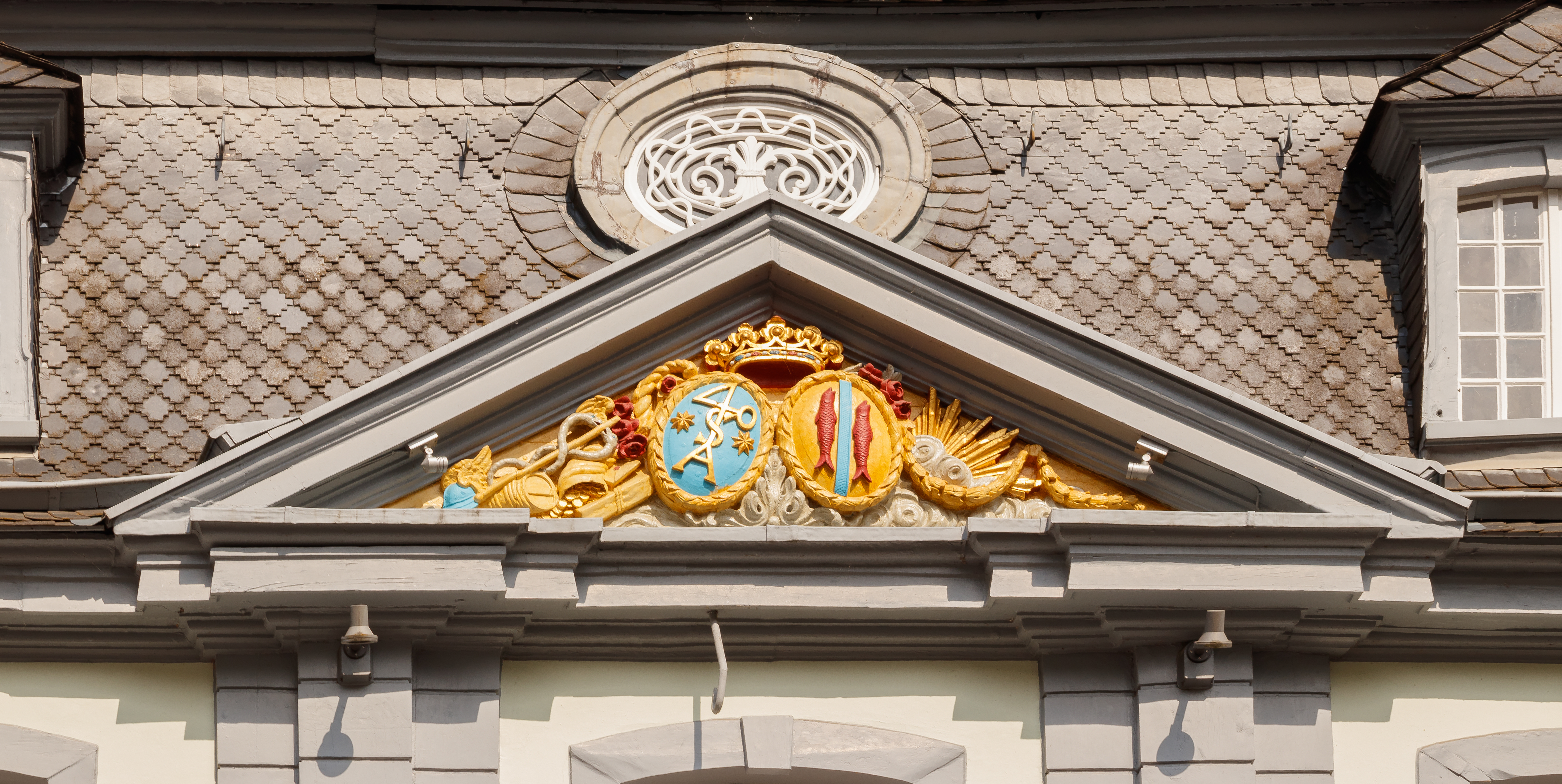
Ziergiebel mit Allianzwappen

Es war zunächst Bartholomäus Troistorff (1692–1764), der sich als Tuchfabrikant in Monschau niederließ und dort Anna Katharina Offermann (1699–1773) heiratete, wodurch er über deren Schwester Maria Agnes Offermann (1698–1752) Schwager des dort bereits etablierten Tuchfabrikanten und Erbauers des Roten Hauses in Monschau Johann Heinrich Scheibler wurde. Bartholomäus’ Sohn Matthias Peter Wolfgang Troistorff übernahm die väterliche Fabrik und baute sie neben den Scheibler-Firmen kontinuierlich zu einer der bedeutendsten Fabrikationsstätten im Ort aus. 1769 schlossen sich mehrere Tuchfabrikanten, die zumeist mehrfach miteinander verschwägert waren, zum Monschauer Unternehmerverband der „Feinen Gewandschaft“ zusammen. Nachdem Troistorff schließlich die vermögende Magdalena Katharina Böcking (* 1741) geheiratet hatte, entschloss er sich, ein repräsentatives Direktions- und Wohngebäude bauen zu lassen, das nach dem „Roten Haus“ das stattlichste Gebäude der Blütezeit der Monschauer Tuchindustrie sein sollte. Der Komplex wurde 1783 fertiggestellt und im Ziergiebel der Fassade wurde das Doppelwappen der Eheleute angebracht: links das der Familie Troistorff, rechts das der Familie Böcking.
Nach dem Tod vom Matthias Peter Troistorff bereits ein Jahr nach dem Einzug in das neue Haus übernahm sein Sohn Adolf Peter Troistorff (1774–1846) die väterlichen Fabrikanlagen und das Haus Troistorff. Wirtschaftliche Schwierigkeiten nach dem Ende der Französischen Besatzungszeit und Verluste früherer Absatzmärkte zwangen ihn jedoch dazu, sich geschäftlich nach Aachen zu orientieren und sowohl die Monschauer Zentralfabrik, die übernommene Schererei „Scheibler & Orth“, die Spinnerei Wiesenthal als auch das Haus Troistorff zu verkaufen. Das Wohnhaus übernahm der Fabrikant Johann Arnold Sauerbier (1798–1878), dessen Sohn Arnold Sauerbier (1833–1897) wenige Jahre vor seinem Tod schließlich seine Tätigkeit in Monschau einstellen und auch Haus Troistorff verkaufen musste.
So erwarb im Jahr 1895 der damalige Kreis Monschau das Haus Troistorff, der dort über mehrere Jahrzehnte das Landratsamt einquartierte. Durch die verschiedenen Gebietsreformen kam die Immobilie 1969 zunächst in Besitz des Kreises Aachen und ab 2009 in Besitz der Städteregion Aachen. Diese ließ das Haus grundlegend innen und außen sanieren und als repräsentative Stätte für Empfänge, Tagungen sowie für standesamtliche Trauungen herrichten. Zu diesem Zweck wurde vor dem Haus ein „Hochzeitsbaum“ aufgestellt, auf dem sich die frisch vermählten Brautpaare mit ihren Namen und dem Hochzeitsdatum auf kunstvollen Glasplatten verewigen können.

## Beschreibung
Die Baupläne für Haus Troistorff wurden anfangs dem Aachener Baumeister Jakob Couven zugeschrieben, doch spätere Erkenntnisse deuten eher auf einen nicht zuzuordnenden Architekten hin, weil unter Couvens hinterlassenen Plänen und Zeichnungen keine aus dem Ort Monschau enthalten sind und das Haus auch nicht die Baukultur der Couvenschen Bauten vorweist. Das Baujahr 1783 ist gekennzeichnet durch eiserne Anker in der hohen Brandgiebelmauer zum Nachbarhaus.
Das Haus wurde im Stil des Louis-seize errichtet und zeigt sich als siebenachsiges dreigeschossiges Gebäude auf einem hohen Blausteinsockel als Fundament und mit einem hohen Mansarddach. Es ist eigentlich ein Fachwerkhaus, dessen Fassaden zeitgemäß verputzt wurden. Die noble Straßenfassade wird betont durch einen schmucken Mittelrisalit, in dessen Untergeschoss die doppeltürige Eingangstür eingebaut ist, die über eine zweiläufige Freitreppe mit schmiedeeisernen Gittern erreicht wird. Im ersten Obergeschoss zeigt sich ein von Hermen getragenen und ebenfalls mit schmiedeeisernem Gitter gesicherten Balkon sowie über dem dritten Geschoss der Wappengiebel mit dem Allianzwappen Troistorff/Böcking.
Die segmentbogenartigen Sprossenfenster sind mit Blausteinrahmungen ausgestattet und im Untergeschoss zusätzlich mit Fensterläden gesichert. Darüber hinaus sind unter den Sohlbänken der straßenseitigen Fenster goldfarbene klassizistische Gehänge aufgesetzt. Sowohl die Hausecken als auch die Einfassungen des Mittelrisalits und die zwischen den Etagen rundum verlaufenden Gesimse sind durch Blausteinquader markant hervorgehoben. Wie bei vielen Häusern in Monschau ragt auch beim Haus Troistorff am linken seitlichen Giebel ein Kragträger für einen Seilzug heraus, der darauf schließen lässt, dass die Giebelräume früher zum Lagern von Wolle und anderen Waren genutzt wurden.
Im Inneren des Gebäudes haben eine freischwebende und mit Schnitzereien reich verzierte Haustreppe, alte Zimmertüren, Holzvertäfelungen, Stuckdecken sowie ein historischer Kamin und Landschaftstapeten mit Grisailleumrahmungen im so genannten „Tapetenzimmer“ des Erdgeschosses, in dem vor allem die standesamtlichen Trauungen stattfinden, die Jahrhunderte überstanden. Die letzten großen Restaurierungs- und Sanierungsarbeiten fanden in den 1960er- bis 1970er-Jahren sowie im Tapetenzimmer in den 2000er-Jahren unter Berücksichtigung der Denkmalpflege statt.